# Programme spatial de l'Inde

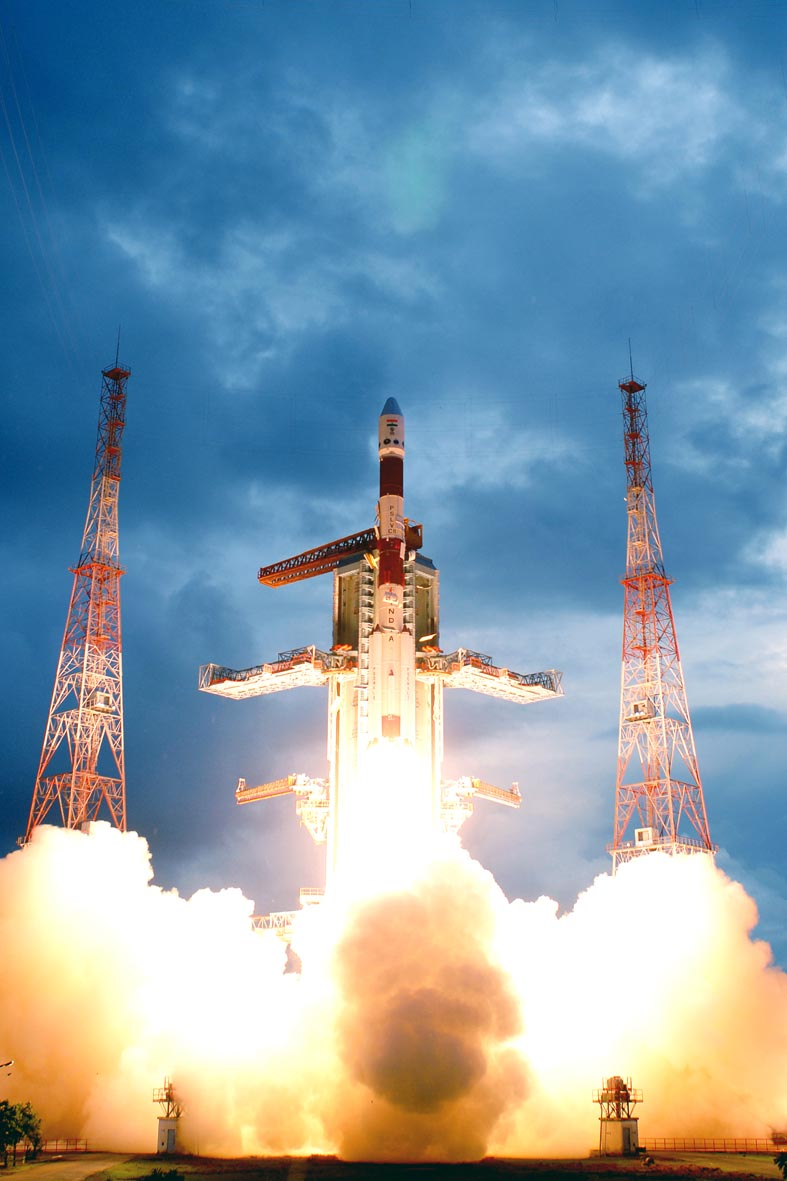
Décollage d'un lanceur PSLV emportant la sonde spatiale lunaire Chandrayaan-1 au Centre spatial Satish-Dhawan.

Le programme spatial de l'Inde regroupe l'ensemble des activités  spatiales civiles ou militaires de l'Inde. L'activité spatiale indienne débute dans les années 1960 à l'initiative du Département de l'énergie atomique indien. L'Inde donne la priorité à l'espace utile en affectant la majeure partie de son budget aux  satellites d'application (observation de la Terre, télécommunications, diffusions de programmes éducatifs). Elle développe plusieurs lanceurs de puissance croissante. La décennie 2000 est marquée par le lancement d'une première sonde spatiale vers la Lune. Une agence spatiale, l'ISRO, pilote le programme spatial indien depuis 1969.

## Historique

### Lancement du programme spatial indien

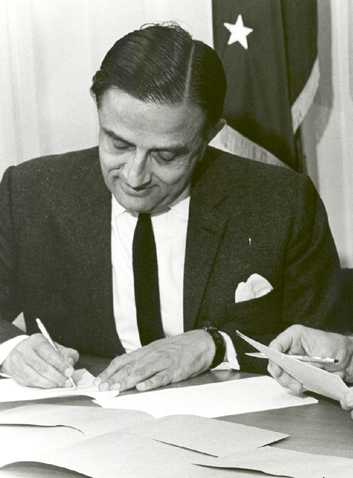
Vikram Sarabhai, le père du programme spatial indien

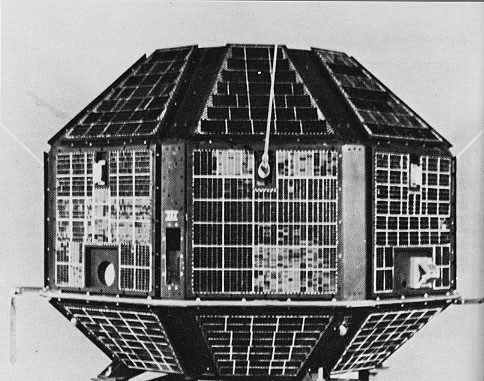
Le premier satellite indien, Aryabhata.

Le programme spatial de l'Inde est lancé dans les années 1960. En 1961 le gouvernement indien attribue les questions spatiales au Département de l'énergie atomique indien. Celui-ci crée en février 1962 le Comité national indien pour la recherche spatiale (INCOSPAR). En 1962-1963 une petite équipe de scientifiques indiens séjourne à la NASA pour s'initier à l'assemblage et au lancement de fusées-sondes. Une première fusée-sonde américaine Nike-Apache est lancée en 1963 depuis le centre de lancement de Thumba dans le Kerala. En 1964 l'Inde signe un accord avec l'agence spatiale française, le CNES, pour l'acquisition de licences de fabrication des fusées-sondes Centaure et Bélier.
Durant la décennie 1960 les embryons de plusieurs centres spatiaux sont créés. Le Space Science & Technology Centre (SSTC)  à Thumba, l'Experimental Satellite Communication Earth Center à Ahmedabad. Les ingénieurs indiens se lancent dans le développement de fusées-sondes de puissance croissante : les fusées Rohini. La maitrise acquise grâce à ces engins dans le domaine de la propulsion à propergol solide facilitera le développement des premiers lanceurs de l'Inde. L'agence spatiale indienne, l'ISRO (Indian Space Research Organisation), rattachée au département de l'énergie atomique, est créée en 1969 pour fédérer les activités spatiales du pays. La base de lancement de Sriharikota dans l'Andhra Pradesh, rebaptisée par la suite Centre spatial Satish-Dhawan est créée en 1970 avec l'assistance technique de la France, après que les États-Unis eurent refusé d'apporter leur aide. La base devient opérationnelle le 9 octobre 1971 avec le lancement d'une fusée-sonde RH125. Fin 1971 Vikram Sarabhai le père du programme spatial indien décède.

### Développement des lanceurs nationaux

Rakesh Sharma premier cosmonaute indien

À la suite du décès de Sarabhai, la première ministre indienne Indira Gandhi nomme en 1972 Satish Dhawan à la tête de l'agence spatiale indienne. Au moment de sa nomination Dhawan est professeur en ingénierie aéronautique à l'Institut indien des sciences de Bangalore. En 1972 la Space Commission et le Department of Space rattaché au cabinet du premier ministre sont créés pour définir la stratégie du programme spatial. Le gouvernement indien définit des objectifs plus ambitieux pour sa politique spatiale : la construction d'un lanceur national est décidée. La fusée SLV3 (Satellite Launch Vehicle c'est-à-dire Engin lanceur de satellite) est un lanceur à propulsion solide comportant quatre étages  qui peut placer 40 kg en orbite basse. Alors que les autres nations spatiales développent leur premier lanceur à partir d'un missile balistique, l'Inde va développer la famille de missile balistique Agni en utilisant le premier étage de ce lanceur civil. Le responsable du développement du SLV3  Abdul Kalam (président de l'Inde entre 2002 et 2007) jouera un rôle essentiel dans le développement de la filière des missiles balistiques indiens ,.

### Réalisation et lancement du premier satellite indien

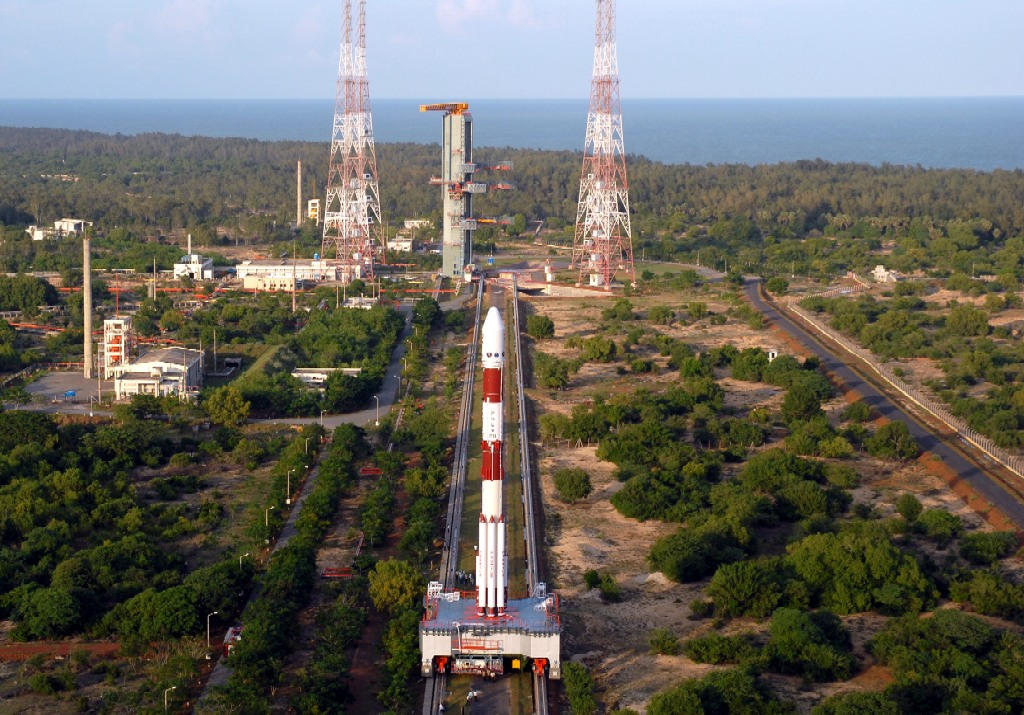
Pas de tir du lanceur PLSV au Centre spatial Satish-Dhawan.

Les responsables du programme spatial indien décident de développer en 1972 le premier satellite indien en ayant recours à l'assistance de l'Union soviétique, avec laquelle ils ont déjà travaillé dans le cadre du programme Cosmos et la création de la base de Thumba. Cette assistance négociée par le professeur U.R. Rao est formalisée par un accord signé entre l'Inde et l'Union soviétique le 10 mai 1972 qui stipule que l'Union soviétique placera en orbite un satellite indien en échange de la mise à disposition des ports indiens pour les navires soviétiques chargés de suivre les lancements soviétiques. Le professeur Rao supervise le développement du satellite qui est conçu et fabriqué en 36 mois par une équipe de 200 personnes travaillant dans des conditions très rudimentaires. L'Union soviétique fournit les panneaux solaires, les batteries, le système de contrôle d'attitude et les enregistreurs à bande. Plusieurs modèles sont fabriqués et testés au Centre de recherche atomique de Bhabha. Des stations de poursuite sont construites à Sriharikota et à Pune mais les soviétiques mettent à disposition également leur station de suivi du Lac de l'ours près de Moscou. Le satellite est baptisé Aryabhata en l'honneur du célèbre astronome et mathématicien indien Aryabhata qui vécut au Ve siècle. Les soviétiques choisissent de lancer le satellite avec une fusée Cosmos-3M depuis le cosmodrome de Kapoustine Iar. Le satellite, qui est lancé avec succès le 19 avril 1975, emporte en orbite basse des expériences scientifiques et pèse 360 kg. Quelques jours après son lancement il est victime d'une défaillance de son alimentation électrique. 

### Développement des satellites d'application
En 1974 est créée l'agence nationale de détection (NSRA). Un accord de coopération spatiale avec la France est signé en 1977. En 1978 l'Inde conclut également un accord avec les États-Unis pour le lancement de satellites indiens et des services associés ainsi que l'utilisation d'images fournies par les satellites américains Landsat. Le premier tir du lanceur national SLV3 a lieu en 1979 et est un échec mais les trois lancements suivants réalisés en 1980, 1981 et 1983 permettent de placer en orbite des petits satellites scientifiques de la série Rohini. La même année un lanceur russe place en orbite le premier satellite d'observation de la Terre indien : Bhaskara-I pèse  444 kg et emporte un radiomètre ainsi que deux caméras opérant en lumière visible et en infrarouge qui doit collecter des données pour l'hydrologie, la géologie et la gestion des ressources forestières. Bhaskara II, un engin aux caractéristiques similaires, est lancé en 1981.
Au début des années 1980, l'ISRO décide de développer une version plus puissante du lanceur SLV3 capable de placer 150 kg en orbite basse. L'ASLV (A comme Advanced) est un SLV3 flanqué de deux gros propulseurs d'appoint à poudre et dont les autres étages ont été légèrement modifiés. Sans attendre de disposer d'un lanceur national suffisamment puissant, l'Inde développe ses capacités. L'ISRO construit APPLE un premier satellite de télécommunications en orbite géostationnaire expérimental qui est lancé en 1981 par une fusée Ariane. L'Inde commande une série de quatre satellites de la série INSAT-1 (Indian National Satellite System), un satellite de télécommunications, auprès de Ford Aerospace. Le premier satellite est perdu peu après son lancement en 1982 mais le second Insat-1B, après avoir failli subi le même sort que son prédécesseur, parvient à se placer en orbite en 1983 : cette série dispose de deux transpondeurs pour la télévision et douze transpondeurs pour les télécommunications et de plus fournit des services météorologiques :  c'est le début d'une série de 21 engins polyvalents (chiffre arrêté à fin 2009) qui vont progressivement fournir à l'Inde un vaste  réseau de télécommunications et de diffusion de télévision par satellites.

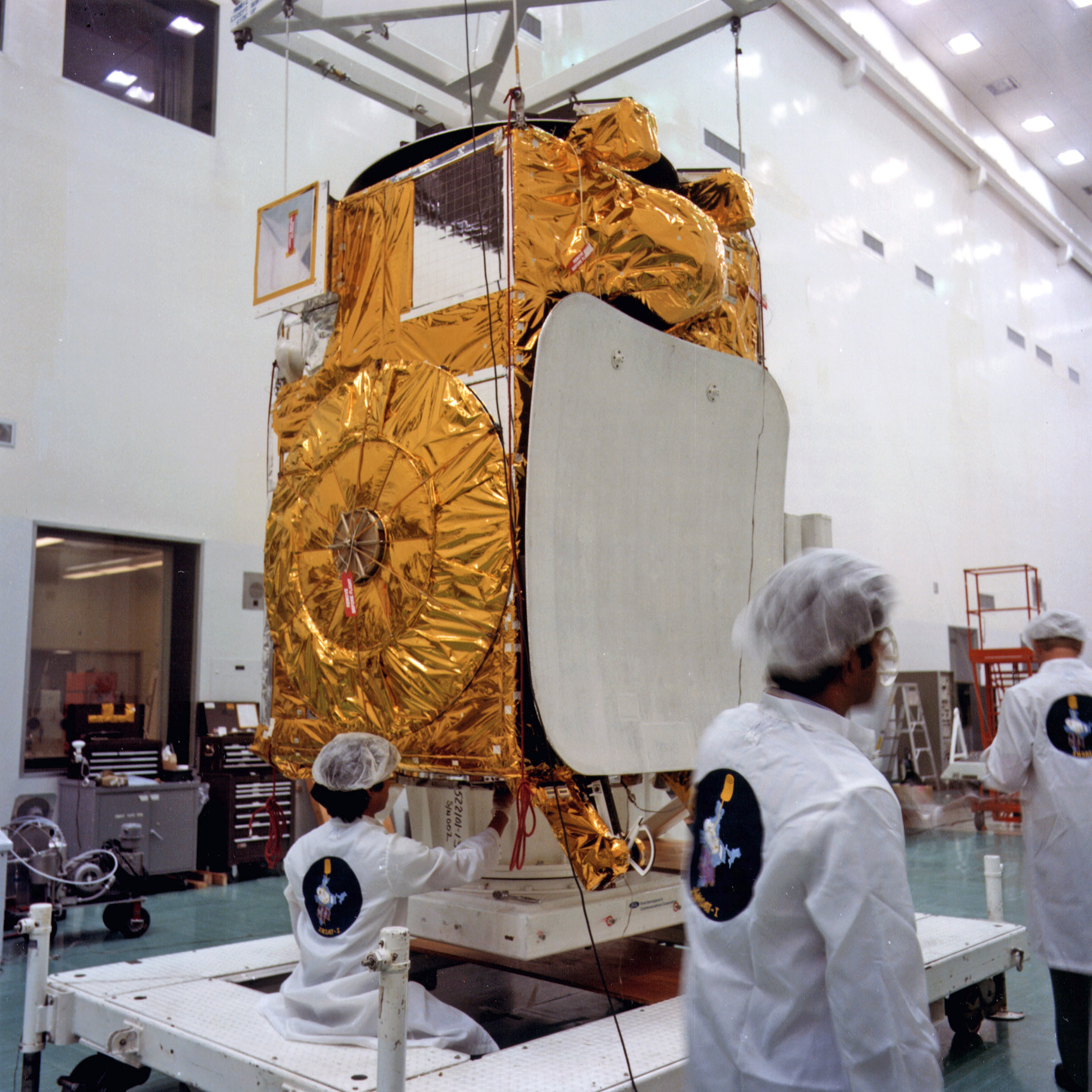
Le satellite de télécommunications Insat-1B

 En 1984 l'Inde et les États-Unis signent un accord de transfert de technologie mais son application reste difficile car le gouvernement américain craint les fuites de technologie sensible vers le bloc de l'Est. Dans le cadre du programme de coopération internationale soviétique Intercosmos le premier astronaute indien Rakesh Sharma, un pilote de l'Armée de l'air, séjourne 11 jours à bord de la station spatiale Saliout 7 en  avril 1984. À l'automne de la même année les responsables indiens commandent des ordinateurs Elbrus à l'Union soviétique. En mars 1988 un lanceur soviétique place en orbite IRS 1A le premier satellite d'observation de la Terre de construction indienne. En 1988 une fusée Ariane lance le troisième satellite de la série INSAT-1 mais le satellite est perdu peu après. Le quatrième et dernier exemplaire sera lancé en 1989. Les satellites de télécommunications de la série INSAT seront désormais lancés par la fusée Ariane en attendant que l'Inde dispose de son propre lanceur,.
Les deux premiers lancements de l'ASLV en 1987 et 1988 sont des échecs et le  troisième  en 1992 un échec partiel (orbite trop basse). Seul le dernier  lancement en  1994 permet de placer en orbite le dernier des quatre  satellites scientifiques de la série SROSS (Stretched Rohini Satellite Series).

### Vers l'autonomie spatiale
Le PSLV (Polar Satellite Launch Vehicle) constitue la troisième génération de lanceurs. Beaucoup plus ambitieuse la fusée est conçue pour pouvoir lancer les satellites de télédétection indiens d'une masse d'une tonne sur une orbite polaire. Le lanceur de 283 tonnes comporte un premier étage à propulsion solide associé à quatre propulseurs d'appoint, un deuxième étage propulsé par un moteur Vikas à propergol liquide (moteur Viking construit sous licence Snecma), le troisième étage est solide tandis que le quatrième est à propulsion liquide. Le premier vol en 1993 est un échec mais les vols suivants sont tous des succès. Le PSLV qui peut placer 3 700 kg en orbite basse devient le lanceur standard utilisé pour lancer les satellites de l'ISRO à destination de l'orbite basse. 14 lancements ont eu lieu fin 2009.
Le GSLV (Geosynchronous Satellite  Launch Vehicle) est le dernier lanceur et le plus puissant des lanceurs développé par l'ISRO dont le développement est décidé en 1990 pour permettre à l'Inde de lancer ses satellites en orbite géostationnaire. Pour parvenir à placer plus de 2 tonnes en orbite géostationnaire, l'ISRO a recours de manière massive à des technologies importées. Le premier étage est un gros propulseur à poudre de conception indienne flanqué de 4 propulseurs d'appoint à ergols liquides utilisant le moteur Vikas, très proche des PAL de l'Ariane 4. Le deuxième étage est propulsé par un moteur Vikas, tandis que le troisième étage est propulsé par un moteur russe RD-56M consommant un mélange très performant d'oxygène et d'hydrogène. En 1993 l'Inde veut acquérir la licence de construction du moteur russe, mais la Russie doit refuser sous la pression des États-Unis qui considère qu'il s'agit d'une violation de diffusion des technologies de missile. La Russie vend sept moteurs et l'Inde décide de développer son propre moteur.
En 2000 l'ISRO entame la campagne d'essais de son moteur cryogénique CE-7.5 . Celui-ci doit être monté sur une version modifiée GSLV dont le lancement est repoussé en 2010. Le premier tir de la GSLV, réalisé en 2001 est un succès. Cinq tirs sont effectués entre 2001 et 2009, l'avant dernier étant un échec et le dernier un échec partiel.Le moteur devint opérationnel le 5 janvier 2014 quand il fut testé avec succès sur le lanceur GSLV-D5. Le 5 juin 2017, le lanceur GSLV-MkIII place en orbite géostationnaire un satellite de communication pesant plus de 3 tonnes.

### Un nouvel acteur sur le marché des lanceurs commerciaux (1999)
En 1992 la société Antrix est créée pour commercialiser les produits des activités spatiales (photos...). En 1999 l'ISRO commercialise pour la première fois la mise sur orbite de satellites pour le compte d'autre pays : le vol PSLV du 26 mai emporte outre un satellite d'observation indien deux petits satellites allemand et coréen. Ce lanceur va désormais jouer un rôle croissant dans le lancement de micro-satellites d'observation de la Terre à destination de l'orbite héliosynchrone et de très petits satellites (dont les CubeSats) vers l'orbite basse.

### Exploration du système solaire
En 2002 l'Inde et Israël signent un accord de coopération pour l'usage pacifique de l'espace. En 2005 le ministre de la Défense indien annonce qu'il va développer un satellite de reconnaissance militaire qui doit être opérationnel en 2007. En 2007 un accord de 10 ans est signé avec l'agence spatiale russe Roscosmos pour des missions scientifiques conjointes vers la Lune.
Le 22 octobre 2008 une fusée PSLV lance la première sonde spatiale indienne Chandrayaan-1, qui se place quelques jours plus tard en orbite autour de la Lune et entame ses observations scientifiques.
En 2013 l'Inde lance la sonde martienne Mars Orbiter Mission/Mangalyaan. Ce petit engin spatial de 1,3 tonne qui emporte cinq instruments, se place en orbite autour de Mars en septembre 2014 et entame sa mission scientifique.
En juillet 2019 est lancé Chandrayaan-2 qui comprend un orbiteur, un atterrisseur et un petit astromobile  devant se poser au pôle sud de la lune. L'insertion de l'orbiteur est réussie mais l'atterrisseur est perdu durant sa descente vers le sol lunaire. L'orbiteur peut néanmoins remplir sa mission et photographie les sites d'atterrissage de certaines missions Apollo de la NASA. À la suite de cet échec, l'agence spatiale indienne décide de développer Chandrayaan-3 qui reprend les caractéristiques de Chandrayaan-2 sans l'orbiteur. Le 14 juillet 2023, Chandrayaan-3 est lancée et se pose le 23 août 2023 à la surface de la Lune non loin du pôle sud pour une durée de  mission sur le sol lunaire de 14 jours terrestres (une journée lunaire).

### Programme spatial habité: lancement du développement d'une station spatiale et d'un lanceur lourd (2023-2024)
En 2023, le gouvernement de Narendra Modi décide le développement d'une station spatiale baptisée Bharatiya Antariksha Station (BAS). Ses caractéristiques sont affinées en 2024 et son développement est approuvé par le cabinet du premier ministre en septembre 2024 en même temps que le développement de la mission de retour d'échantillons lunaires Chandrayaan-4, la construction du lanceur lourd NGLV (Soorya) capable de placer 30 tonnes sur une orbite basse et le développement de la sonde spatiale Venus Orbiter Mission,.

## Politique spatiale de l'Inde

### Budget spatial
Pour l'année 2015-2016 le budget de 1085 millions € (73,8 milliards de roupies) se ventilait de la manière suivante :
- Le tiers de cette somme (385 millions €) est consacré au développement des lanceurs : les principaux postes sont le développement de la version Mk III du lanceur GSLV Mk III, l'amélioration des performances du PSLV (46 millions €) et le développement d'un moteur cryogénique méthane-oxygène (22,1 millions €).
- Le programme de satellites géostationnaires INSAT (télécommunications) reçoit 194 millions €
- La part allouée aux autres satellites d'application (Ressourcesat, Cartosat...) est de 141,5 millions €
- L'ISRO prévoit de consacrer 1427 millions € à ses infrastructures : un troisième bâtiment d'assemblage et un quatrième pas de tir sont en construction à Satish-Dhawan.
- Le programme de développement technologique dispose d'une enveloppe de 163 millions € dont 18 millions € consacrés au système de navigation IRNSS.
- Une somme réduite (3,17 millions €) est consacrée au programme spatial habité.
- Enfin les couts de fonctionnement de l'agence spatiale sont chiffrés à 30,6 millions €.

## Institutions spatiales

### Principales organisations spatiales

organigramme de l'ISRO.

Le département de l'Espace est la structure responsable au sein de l'administration indienne de la politique spatiale. Il chapeaute plusieurs agences et instituts liés au programme spatial et aux technologies spatiales :
- L'agence spatiale indienne (ISRO) est la principale entité responsable du développement des engins spatiaux et de leur lancement
- L'Agence nationale de télédétection (NRSA), situé à Hyderabad exploite les données recueillies par les satellites d'observation de la Terre indiens et les commercialise via la société Antrix. Il dispose de cinq centres régionaux pour répondre aux besoins locaux.
- Le Laboratoire de recherches en physique (PRL) situé à Ahmedabad est impliqué dans les expériences scientifiques embarquées. Il effectue de la recherche pure dans le domaine de l'astronomie, de la physique, des sciences de la Terre. Il héberge le programme d'exploration du système solaire de l'agence spatiale (PLANEX). Il effectue des campagnes d'observation du Soleil et des étoiles en utilisant les observatoires du Mont Abu et d'Udaipur. Le centre emploie 233 personnes en 2018.
- Le Laboratoire national de recherche atmosphérique (NARL) est le principal centre de recherche atmosphérique. Il développe les technologies nécessaires, traite les données et les diffuse. Le centre, qui est situé à Tirupathi  dans l'Andhra Pradesh emploie 63 personnes en 2018.
- Le Centre des applications spatiales du nord-est situé à Shillong vise à développer les infrastructures de haute technologie pour contribuer au développement des régions du nord est de l'Inde[15] (NE-SAC). Le centre emploie 40 personnes en 2018.
- Le Laboratoire des semi-conducteurs (SCL) conçoit et fabrique des circuits électroniques (ASIC, opto-électronique) et des composants de type MEMS. Le laboratoire, qui est situé à Chandigarh, emploie 585 personnes en 2018.
- L'Indian Institute of Space Science and Technology (IIST) créé en 2007 est une université consacrée aux sciences spatiales. Elle est située à Thiruvananthapuram.

L'organisation reflète la priorité donné à l'espace utile. Le Département de l'Espace dépend directement du premier ministre. Deux comités, émanations du Département de l'Espace sont chargés d'une part des programmes de télécommunications et de la météorologie (satellites INSAT) et d'autre part de la gestion des ressources naturelles. Les grandes lignes de la politique spatiale sont fixées tous les dix ans avec une révision quinquennale.

### Établissements de l'agence spatiale indienne (ISRO)

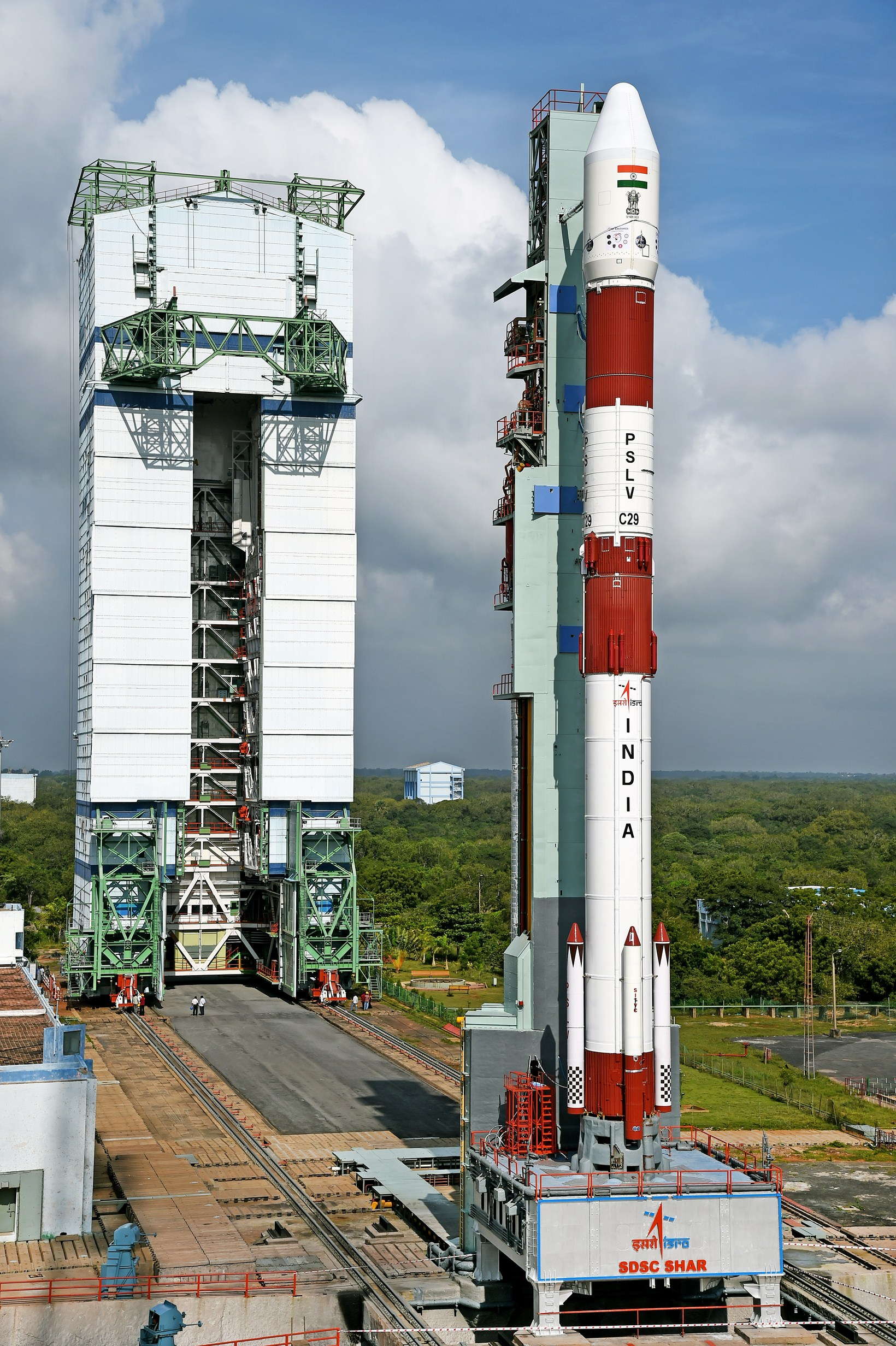
Lanceur PSLV CA sur son de tir (2015).

L'agence spatiale indienne (ISRO) concentre pratiquement toute l'activité spatiale du pays. L'agence spatiale conçoit les missions spatiales, assure le lancement des engins spatiaux et prend en charge le contrôle des satellites. De manière atypique pour une agence spatiale elle assure également la conception et la fabrication de ses lanceurs, de leur propulsion, des satellites et de leurs instruments. Ceci explique que l'ISRO emploie en 2018 plus de 16 000 personnes, un chiffre peu éloigné des effectifs  de l'agence spatiale américaine, la NASA (17 219 employés). Le budget de l'ISRO, 1,52 milliard € en 2019 (NASA 19,5 milliards €), reflète les niveaux de salaire très bas de ce pays en voie de développement. L'ISRO dispose d'une quinzaine d'établissements spécialisés. Les plus importants sont concentrés dans le sud de l'Inde  en particulier à Bangalore, siège de l'agence spatiale, Thiruvananthapuram et Sriharikota, :
- Le site de lancement est le centre spatial Satish-Dhawan situé à Sriharikota dans l'État de l'Andhra Pradesh. Il a été créé 1971 et l'ISRO y tire à la fois ses lanceurs PSLV et GSLV. Il comprend deux complexes de lancement (bâtiment d'assemblage, pas de tir, centre de contrôle et moyens de suivi) pour les lanceurs et un pas de tir pour les fusées-sondes. Il comprend des installations permettant de fabriquer des propulseurs à propergol solide et de les tester. Le centre emploie 1 971 personnes en 2018.
- Le Centre spatial Vikram Sarabhai (VSSC), dont l'établissement principal est situé à Thiruvananthapuram capitale de l'État du Kerala, est le site le plus important de l'ISRO. On y conçoit et assemble les  lanceurs et les fusées-sondes de l'agence spatiale : PSLV, GSLV et  GSLV Mk III. Le centre emploie 4 667 personnes en 2018.
- Le Centre des systèmes de propulsion liquide (LPSC) conçoit, développe et fabrique les moteurs à ergols liquides de l'agence spatiale. Il comprend deux établissement situés à Thiruvananthapuram (Kerala) et à Bangalore (Karnataka). Le centre emploie 1 211 personnes en 2018.
- Le Centre des satellites U R Rao (USRC) autrefois ISRO Satellite Centre '(ISAC) est le centre principal de conception et de fabrication des satellites indiens et de développement des technologies nécessaires. Il dispose d'importants moyens pour tester les satellites. L'établissement est situé à Bangalore. Le centre emploie 2 538 personnes en 2018.
- Le Complexe de propulsion de l'ISRO (IPRC) (anciennement LPSC créé en 2014 est chargé d'assembler et de tester les moteurs-fusées à ergols stockables, les engins cryogéniques et les étages. Il dispose d'équipements permettant de tester les moteurs-fusées dans un environnement simulant le vide. Il est responsable de la fourniture des moteurs-fusées à ergols stockables. Cet établissement est situé à  Mahendragiri dans l'État du Tamil Nadu au sud de l'Inde. Le centre emploie 636 personnes en 2018.
- Le Centre des applications spatiales (SAC) développe les instruments scientifiques installés sur les satellites et à bord d'avions. Il est également responsable du développement des logiciels utilisés par les systèmes de contrôle d'attitude. L'établissement dispose de deux campus situés à Ahmedabad dans l'État du Gujarat au nord-ouest de l'Inde. Avec le DECU le centre emploie 1 977 personnes en 2018.
- Le Centre national des télémesures (NRSC) est chargé de collecter les données des satellites d'observation de la Terre. Il les traite et les distribue. Cet établissement est situé à Hyderabad dans l'état de l'Andhra Pradesh. Le centre emploie 834 personnes en 2018.
- Le Réseau de télémesures, poursuite et commande (ISTRAC) situé à Bangalore. Cet établissement est chargé des opérations de suivi des satellites. Il dispose à cet effet de stations terriennes et d'antennes à Bengalore, Lucknow, dans l'île Maurice, Sriharikota, Port Blair, Thiruvananthapuram, Brunei, Biak (Indonésie) ainsi que du Réseau indien de communication avec l'espace lointain doté de deux antennes situées à Byalalu près de Bangalore. Cet établissement emploie 434 personnes en 2018.
- Le Centre de contrôle principal (MCF) est chargé du contrôle des satellites géosynchrones et géostationnaires en orbite : série des INSAT, GSAT, Kalpana et IRNSS. Il dispose de deux établissement situés à Hassan dans l'État du Karnataka et Bhopal (Madhya Pradesh) au sud de l'Inde. Le centre emploie 318 personnes en 2018.
- Le Centre des systèmes inertiels de l'ISRO (IISU) conçoit et développe les systèmes inertiels de l'agence spatiale. L'établissement est situé à Thiruvananthapuram (Kerala).
- Le Laboratoire des systèmes électro-optiques (LEOS) situé également à Bangalore conçoit, développe et fabrique les capteurs utilisés par les satellites indiens. L'établissement, qui est rattaché au USRC est situé à Bangalore.
- Le Development and Educational Communication Unit (DECU) développe des applications non commerciales (éducation, développement économique) reposant sur les données diffusées par les satellites de télécommunications. L'établissement est situé à Hyderabad dans l'État du Telangana au nord-ouest de l'Inde.
- L'Institut indien de télédétection (IIRS) est consacré à l'utilisation de des données des satellites d'observation de la Terre et à la formation. Cet établissement est situé à Dehradun dans l'État   d'Uttarakhand dans l’extrême nord de l'Inde. Le centre emploie 113 personnes en 2018.
- Le siège de l'ISRO et le département de l'Espace se trouvent dans le même bâtiment à Bangalore. Ces deux entités emploient ensemble 393 personnes.

## Lanceurs indiens

Les lanceurs indiens : de gauche à droite SLV, ASLV, PSLV, GSLV MK I/II, GSLV MK III.

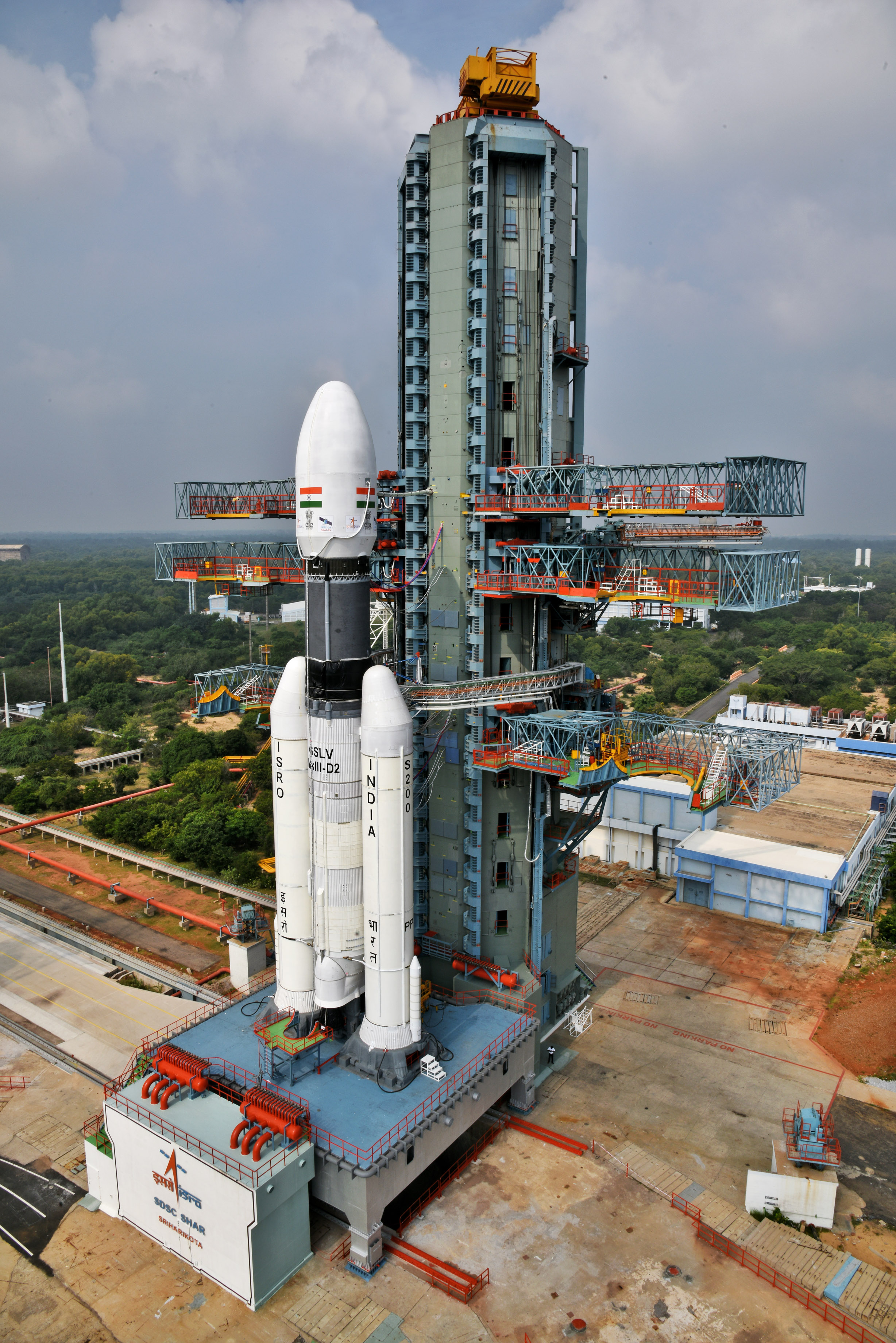
Le lanceur GSLV Mk III est la fusée la plus puissante de l'agence spatiale indienne.

L'Inde utilise en 2022 quatre familles de lanceurs :
- Le PSLV (Polar Satellite Launch Vehicle) est un engin qui peut placer environ 3,25 tonnes en orbite basse, 1,6 tonne en orbite héliosynchrone. Son premier vol remonte à 1993 et il est toujours en service en mai 2019. À cette il a été lancé à 48 reprises et n'a connu que deux échecs complets et un échec partiel. Il est utilisé pour lancer les satellites en orbite héliosynchrone comme son nom l'indique. Cette orbite est celle des satellites d'observation de la Terre de la série des IRS. Il est commercialisé avec succès auprès d'opérateurs étrangers notamment pour les Cubesats et les satellites d'observation de la Terre[19].
- Le GSLV MK II (Geosynchronous Satellite Launch Vehicle) est un lanceur à trois étages. Beaucoup plus puissant que le PSLV il peut placer jusqu'à 2,5 tonnes en orbite de transfert géostationnaire. Il est utilisé pour lancer les satellites de télécommunications. Le premier lancement a eu lieu en 2001. Le GSLV a été utilisé à 10 reprises avec deux échecs et deux échecs partiels[20].
- Le GSLV Mk III deux fois plus puissant que le précédent (jusqu'à 4,5 tonnes en orbite de transfert géostationnaire). Malgré sa désignation proche il n'a aucun étage commun avec le précédent. Il a effectué son premier vol complet en 2017 et début 2019 n'avait été lancé qu'à deux reprises[21].
- Le SSLV est un lanceur léger dont le premier vol a eu lieu le 7 aout 2022 (échec partiel). Ce nouveau lanceur vise le marché des lancements commerciaux de nano, micro et mini satellites en plein essor. D'une masse de 120 tonnes il comprend quatre étages dont trois étages à propergol solide et un dernier étage propulsé par des moteurs à ergols liquides. Les étages à propergol solide semblent être dérivés du missile balistique indien Agni 5. Il peut placer 500 kg (altitude 500 km et inclinaison orbitale de 45°) en orbite basse et 300 kg en orbite héliosynchrone[22],[23].

Le NGLV est un lanceur lourd partiellement réutilisable (1er étage) dont le développement est en cours d'étude fin 2023. Il est propulsé par des moteurs à ergols liquides brulant un mélange d'oxygène liquide et de kérosène ou de méthane liquide.
| Statut           | Dates vol | Lanceur         | Capacités                                            | Lancements/Échecs | Utilisation                                        |
| ---------------- | --------- | --------------- | ---------------------------------------------------- | ----------------- | -------------------------------------------------- |
| Opérationnel     | 1993-     | PSLV            | LEO : 2,1 à 4 t., SSO 1,1 à 1,9 t. GTO : 1,05 à 1,44 | 48/2,5            | Fusée à propergol solide, plusieurs versions       |
| Opérationnel     | 2001-     | GSLV MK I et II | LEO : 5 t, GTO : 2,7 t                               | 13/3              | La version MK I n'est plus en service              |
| Opérationnel     | 2017-     | GSLV Mk III     | LEO : 10 t, GTO : 4,5 t                              | 2/0               |                                                    |
| Opérationnel     | 2022      | SSLV            | LEO : 500 kg, SSO : 300 kg                           |                   | Lanceur à propergol solide                         |
| En développement | ?         | NGLV            | LEO : 20 t., GTO : 10 t.                             |                   | Fusée à ergols liquides partiellement réutilisable |
| Retirée          | 1979-1983 | SLV             | LEO : 40 kg                                          | 2/0,5             | Premier lanceur indien                             |
| Retirée          | 1987-1994 | ASLV            | LEO : 150 kg                                         | 3/2               | Cinq étages à propergol solide                     |

L'agence spatiale a progressivement développé localement des moteurs-fusées de plus en plus performant en s'appuyant dans un premier temps sur des moteurs développés par d'autres pays. Son premier moteur-fusée à ergols liquides Vikas est une version construite sous licence du Viking propulsant la fusée Ariane. Celui-ci brûle un mélange d'ergols hypergoliques N2O4/UH 25 avec une impulsion spécifique de 293 secondes en fournissant une poussée de 799 kN. Pour propulser l'étage supérieur du GSLV MK II, après avoir utilisé sur la version MK-I un moteur russe KVD-1, l'agence spatiale a mis au point un moteur cryogénique à combustion étagée CE-7.5 de 7,5 tonnes de poussée qui a volé pour la première fois avec succès en 2014. Pour propulser l'étage supérieur du GSLV Mk III, un nouveau moteur cryogénique de 20 tonnes de poussée à alimentation par générateur de gaz est mis au point et vole pour la première fois en 2017. L'agence spatiale a développé toute une série d'étages à propergol solide :  S9, S12, S138 (168 tonnes, 439 tonnes de poussée), S200 (236 tonnes, 500 tonnes de poussée).
L'agence spatiale développe depuis 2005 un nouveau moteur semi-cryogénique (kérosène, oxygène liquide)  SCE-200 de la classe des 200 tonnes de poussée qui doit remplacer la paire de Vikas propulsant le premier étage de son lanceur GSLV Mk III. Le SCE-200 est la version indienne du RD-180 ukrainien du Bureau d'études Ioujnoïe (constructeur de la fusée Zenit lui-même dérivé du RD-120MN de la société russe Energomach. Des tests sur banc d'essais des composants critiques sont en cours en 2019 chez Ioujnoïe en attendant la construction d'un banc d'essais adapté à Mahendragiri en Inde.

## Programme scientifique

### Exploration du système solaire

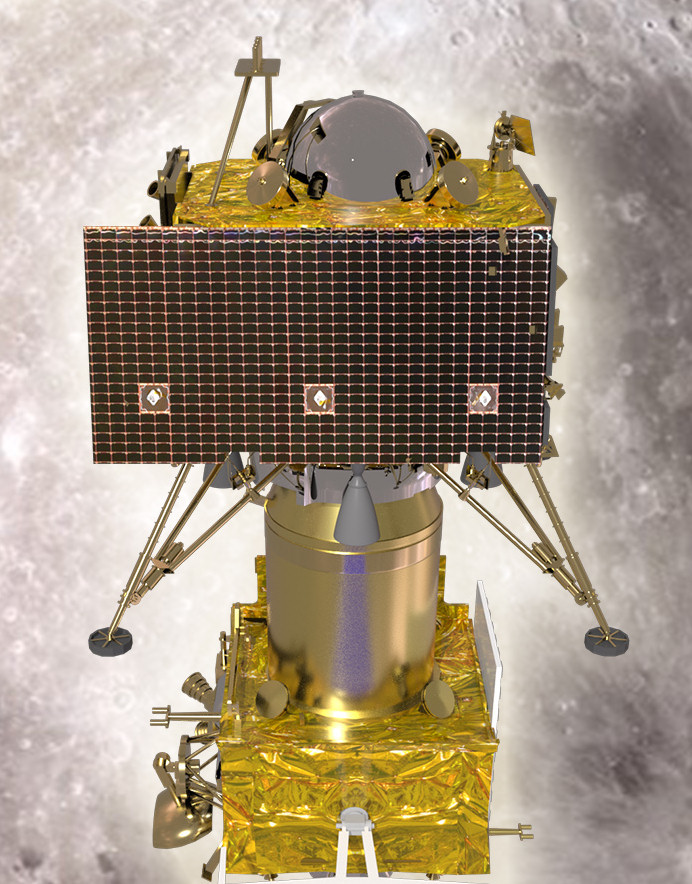
Orbiteur (en bas) et atterrisseur de la sonde spatiale lunaire Chandrayaan-2 (vue d'artiste).

Le programme Chandrayan est le premier projet indien de sonde spatiale. Il est lancé officiellement en août 2003 et a pour objectif l'exploration de la Lune. La première sonde spatiale Chandrayaan-1, un orbiteur de 1 380 kg, est lancée le 22 octobre 2008 depuis le Centre spatial de Satish Dhawan pour une mission de 2 ans. Elle doit cartographier la surface lunaire, étudier la croûte lunaire et, observer la glace d'eau dans les régions polaires. Le contact avec la sonde est perdu en août 2009. Une mission beaucoup plus ambitieuse Chandrayaan-2, comprenant un orbiteur et un rover, qui doit circuler à la surface de la Lune en étudiant son sol, est programmée initialement en 2013. La Russie, qui est chargée de développer l'atterrisseur, doit reculer fortement l'échéance à la suite de l'échec de sa sonde spatiale martienne Phobos-Grunt. L'ISRO décide de poursuivre le développement seule. Le lancement prévu initialement en 2016 est repoussé à plusieurs reprises et doit avoir lieu en juillet 2019.
Le gouvernement indien annonce en aout 2012 le lancement en 2013 d'une sonde spatiale qui doit se placer en orbite autour de Mars pour étudier la planète et qui  est baptisée Mars Orbiter Mission  (MOM). L'engin spatial, à l'issue d'un développement particulièrement rapide (les travaux ont démarré en 2010), est mis sur orbite d'attente le 5 novembre 2013 par un lanceur PSLV (version XL), puis injecté sur une trajectoire de transit vers Mars le 1er décembre 2013 ,. La sonde parvient à se placer en orbite autour de Mars le 24 septembre 2014 devançant ainsi les deux autres puissances spatiales asiatiques, la Chine et le Japon. L'agence spatiale indienne prévoit de lancer 2024 un nouvel orbiteur martien baptisé Mangalyaan 2dont les capacités seraient beaucoup plus importantes que la première mission martienne. Enfin l'Inde envisage le développement d'une mission de retour d'échantillons lunaires  baptisée Chandrayaan-4 dont le lancement est programmé en 2028.
| Statut           | Lancement / Fin de mission | Mission              | Description                                                               |
| ---------------- | -------------------------- | -------------------- | ------------------------------------------------------------------------- |
| Opérationnel     | 2019-                      | Chandrayaan-2        | Orbiteur + Atterrisseur. Ce dernier s'est écrasé à la surface de la Lune. |
| En développement | 2026                       | LUPEX                | Atterrisseur + astromobile lunaire développé avec le Japon                |
| En développement | 2026                       | Shukrayaan-1         | Orbiteur vénusien                                                         |
| À l'étude        | 2024                       | Mangalyaan 2         | Orbiteur martien                                                          |
| À l'étude        | 2023                       | Chandrayaan-4        | Mission retour d'échantillons lunaires.                                   |
| Mission achevée  | 2008-2009                  | Chandrayaan-1        | Orbiteur lunaire                                                          |
| Mission achevée  | 2013-2022                  | Mars Orbiter Mission | Orbiteur martien.                                                         |
| Mission achevée  | 2023                       | Chandrayaan-3        | Atterrisseur lunaire + Astromobile.                                       |

### Astronomie spatiale
Astrosat est le premier observatoire astronomique spatial indien. Il a été placé en orbite le 28 septembre 2015 par un lanceur PSLV. Après le succès de l'expérience astronomique de rayons X (IXAE) lancé en 1997, l'ISRO, l'agence spatiale indienne, a approuvé le développement d'un satellite complètement destiné à l'astronomie. Astrosat dans la configuration proposée est  capable d'observer un grand nombre de longueurs d'onde : il dispose de cinq instruments couvrant la lumière visible, l'ultraviolet proche, l'ultraviolet éloigné, les rayons X mous et les rayons X durs.
Le lancement de deux autres observatoires spatiaux est programmé au début des années 2020 :
- Aditya-L1 un observatoire spatial développé par l'Inde pour étudier le Soleil et qui doit être lancé vers 2021. Ce premier observatoire solaire indien d'environ 1500 kg doit emporter sept instruments pour étudier la photosphère, la chromosphère et les couches les plus externes du Soleil, ainsi que la couronne solaire dans différentes longueurs d'onde. Il sera placé par une fusée PSLV en orbite autour du point de Lagrange L1 du système Terre-Soleil[44].
- XPoSat est  un petit télescope spatial à rayons X mous  dont le lancement est prévu en 2020. Il a pour objectif de mesurer la polarisation de sources de rayons X durant 5 ans à l'aide de compteurs proportionnels à gaz[45].

## Satellites d'application

### Satellites d'observation de la Terre
L'Indian Remote Sensing satellite (IRS) est une famille de satellites de télédétection lancés et exploités par l’ISRO dont le premier exemplaire a été placé en orbite en 1988. À la suite du succès des deux satellites Bhaskara lancés respectés en 1979 et 1981 et destinés à acquérir la maitrise des satellites d'observation de la Terre, l'Inde a commencé à développer son propre programme de satellites de télédétection avec comme objectif d'aider l'économie nationale dans les domaines de l'agriculture, de la gestion des ressources en eau, de la sylviculture, de l'écologie, des pêcheries et de la gestion de la bande littorale. À cette fin, l'Inde a créé le National Remote Sensing Centre (NNRMS)  (Système de gestion des ressources naturelles nationales) rattaché au Department of Space (DOS)  et chargé de la conception des satellites, de la récupération des données collectées par les satellites IRS et de leur redistribution aux différents utilisateurs.
L'apparition de satellites dotés de résolution élevée a créé de nouvelles applications dans le domaine de l'urbanisme et de la planification de la construction des infrastructures. Le système comporte, depuis le lancement de CARTOSAT-2A, 8 satellites en opération : IRS-1D, Oceansat-1,Technology Experiment Satellite (TES), RESOURCESAT-1, Cartosat-1, Cartosat-2, Cartosat-2A et IMS-1. Tous ces satellites sont placés en orbite héliosynchrone.

### Satellites de télécommunications et météorologiques
L’Indian National Satellite System ou  INSAT est une série de satellites sur orbite géostationnaire lancée par l’ISRO pour les besoins de télécommunications, météorologiques et de recherche et sauvetage de l’Inde. Le premier satellite a été mis en orbite en 1983 et le réseau est maintenant le plus vaste de la région Asie-Pacifique. Les satellites d’INSAT compte au total 199 transpondeurs émettant ou recevant dans différentes bandes radio (C, S, C étendue et Ku) pour les besoins de la radio-télévision indienne. Quelques-uns ont des radiomètres de haute précision (VHRR pour Very High Resolution Radiometer), des capteurs photographiques à haute résolution pour la météorologie et la métrologie. Finalement, les satellites incorporent des appareils de réception des signaux des radiobalises de localisation des sinistres dans le cadre du programme Cospas-Sarsat.

Satellites d'application et satellites scientifiques indiens
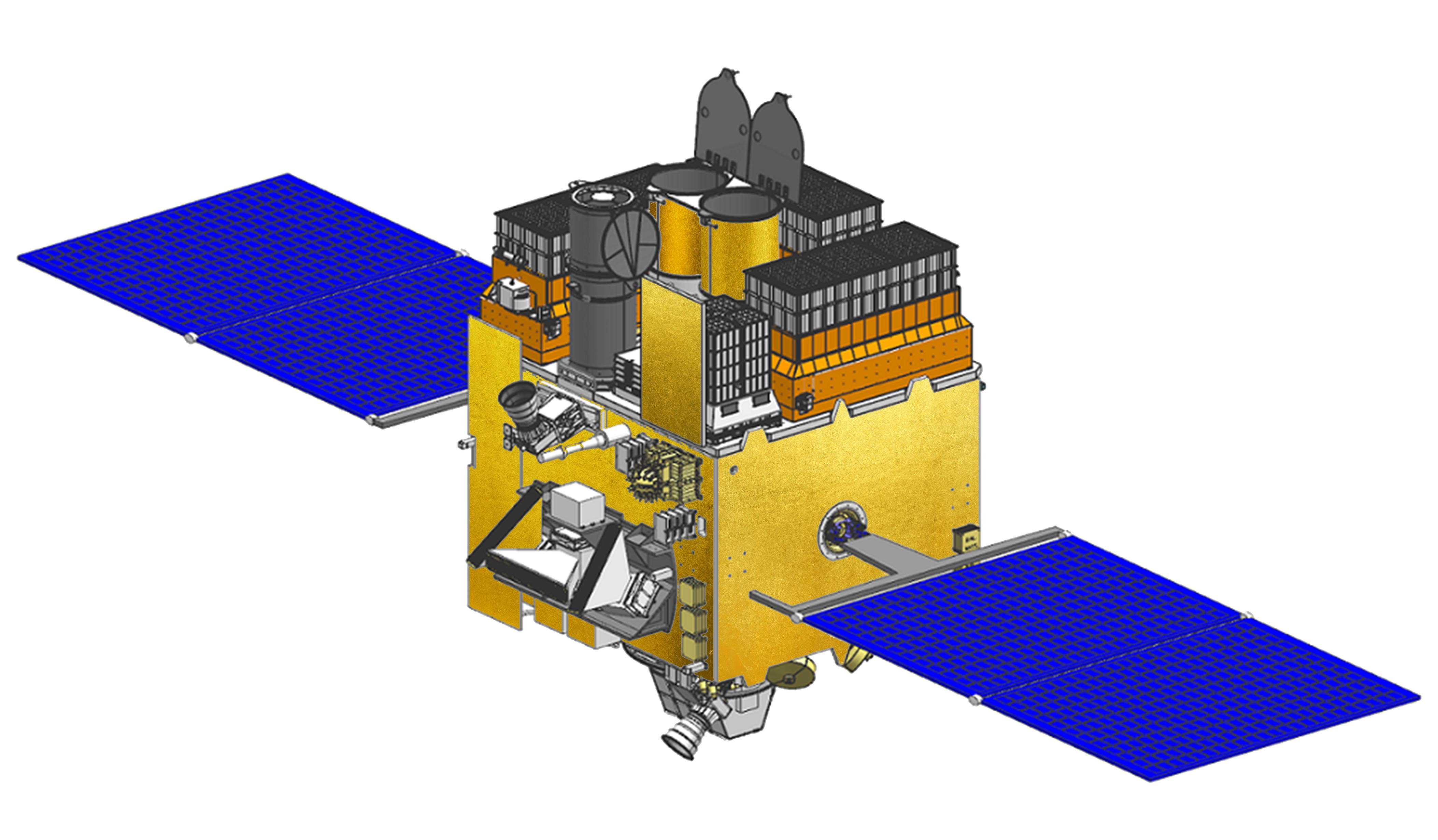
Schéma du satellite d'astronomie spatial Astrosat-1.
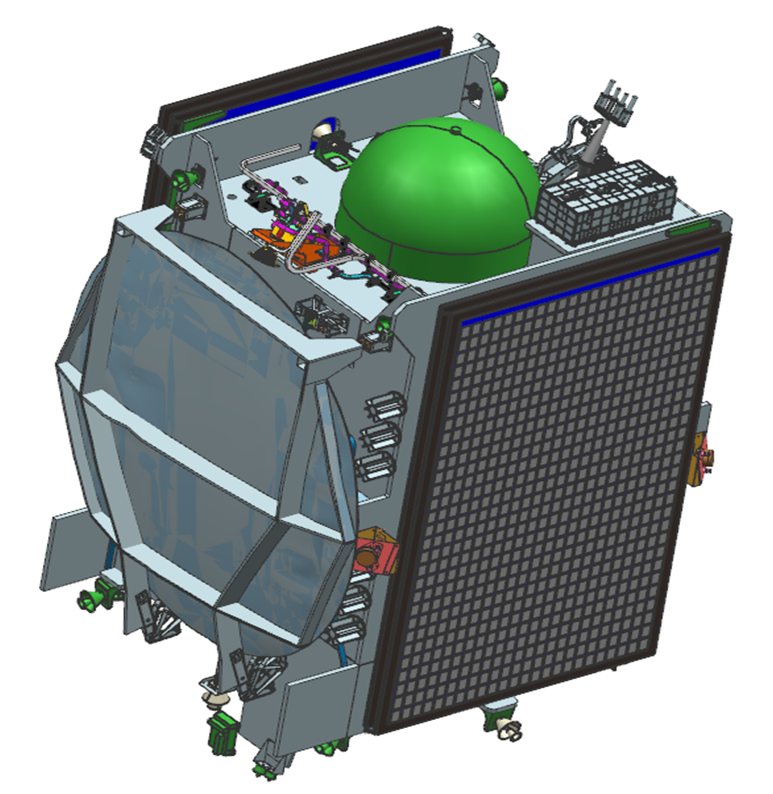
Schéma du satellite de télécommunications GSAT-9 en position repliée
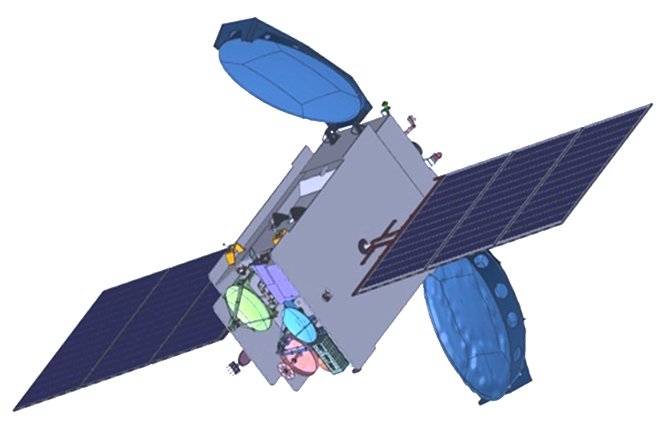
Schéma du satellite de télécommunications GSAT-17 en position déployée

### Système de positionnement IRNSS
L'Indian Regional Navigation Satellite System (IRNSS) conçu par l'ISRO est un système de positionnement par satellites formé par une constellation de sept satellites. Le premier d'entre eux, IRNSS-1A pesant 1425 kg, a été mis en orbite par le lanceur PSLV-C22 le 1er juillet 2013. Le deuxième, IRNSS-1B a été placé en orbite le 23 avril 2014. Le troisième, IRNSS-1C a été placé en orbite le 16 octobre 2014. Le quatrième, IRNSS-1D a été placé en orbite le 28 mars 2015. Le cinquième, IRNSS-1E a été placé en orbite le 20 janvier 2016.
Le sixième, IRNSS-1F a été placé en orbite le 10 mars 2016. Le septième, IRNSS-1G a été placé en orbite le 28 avril 2016. Il est prévu que l'IRNSS devienne opérationnel en 2016. ll  devrait couvrir l'Asie du Sud, sur une zone comprenant l'Inde et sa périphérie dans un rayon de 1500 km grâce aux 7 satellites utilisant la plateforme I-1K,,,,,,.

## Satellites militaires
L'ISRO développait le satellite d'observation radar RISAT-1 quand survinrent les attaques de novembre 2008 à Bombay. Face à une montée des menaces extérieures, l'Inde s'est procuré un satellite de reconnaissance radar RISAT-2 auprès d'Israël. Celui-ci a été placé sur orbite le 20 avril 2009 par un lanceur PSLV. RISAT-2 dispose d'un radar à synthèse d'ouverture. RISAT-1 a été placé en orbite le 26 avril 2012 par un lanceur PSLV. Les deux engins ont une double vocation civile et militaire.
Le satellite géostationnaire GSAT-7, à l'usage exclusif de la Marine Nationale Indienne, a été mis en orbite le 30 août 2013 par une fusée Ariane 5. Il est destiné à la communication de la flotte et la surveillance des façades maritimes. Il sera rejoint par le GSAT-7A en 2014-15 mais les données de ce dernier seront partagées avec les forces terrestres et aériennes .
Le satellite géostationnaire GSAT-6, mis en orbite le 27 août 2015 par le GSLV-D6 sera essentiellement destiné aux communications militaires grâce à l'utilisation de son transpondeur de la Bande C .
Le satellite polaire Cartosat-2C, mis en orbite le 22 juin 2016 par le PSLV-XL sera principalement destiné à la reconnaissance militaire. Il est muni d'un caméra à haute résolution.

## Programme spatial habité
L'Agence spatiale de l'Inde (ISRO) initie en 2010 les études préliminaires pour déterminer les aspects techniques et de gestion du vol spatial habité. Le programme envisage de réaliser un vaisseau spatial baptisé ISRO Orbital Vehicle (ISRO OV) pouvant mettre en orbite trois membres d'équipage à 300 km autour de la Terre et permettre leur retour sur Terre. Le premier vol avec équipage est planifié en 2016 avec un équipage de deux astronautes et doit être précédé de deux vols sans personnes à bord pour valider le fonctionnement du vaisseau en particulier du bouclier thermique. Fin mars 2012, l'agence spatiale lance des projets de recherche et développement et consacre 1 % de son budget (28 millions US$) aux technologies nécessaires pour le vol spatial habité. La première capsule a été testée avec succès le 18 décembre 2014, avec le lancement du GSLV Mk-III.
Fin 2023, l'objectif du gouvernement indien est que le pays devienne la quatrième puissance spatiale à envoyer des astronautes par ses propres moyens. Le vaisseau spatial Gaganyaan doit effectuer un premier vol sans équipage en 2025. L'ISRO prévoit de fournir une destination à ses équipages sous la forme d'une station spatiale, baptisée Bharatiya Antariksha Station (Station spatiale indienne), qui devrait devenir opérationnelle en 2035. L'agence spatiale prévoit d'abord de tester en 2026-2028 des modules gonflables amarrés au vaisseau spatial Gaganyaan qui fourniront aux astronautes indiens un volume habitable supérieur. L'Inde prévoit par la suite de tester des manœuvres d'amarrage entre Gaganyaan et des cibles passives. L'étape suivante sera l'assemblage de la station spatiale indienne qui devrait s'achever en 2035. Faute de disposer d'un lanceur lourd capable de placer au moins 20 tonnes sur une orbite terrestre basse (analogue au lanceur chinois Longue Marche 5), la station spatiale indienne devrait avoir une masse totale d'environ 25 tonnes (pour la comparaison la station spatiale chinoise composée de trois modules a une masse totale de 60 tonnes). La station spatiale comprendra deux modules principaux : le module de commande et de propulsion et le module dans lequel seront logés les équipages et qui accueillera le système de support de vie. Les deux modules seront reliés par un module de type nœud comprenant quatre points d'amarrage. Un module gonflable sera fixé à un des points d'amarrage tandis que les vaisseaux spatiaux (Gaganyaan ou cargo spatial) pourront s'amarrer à un des points du nœud d'amarrage ou au port libre du module habitable. L'ISRO a prévu de développer à moyen/long terme un lanceur lourd, baptisé NGLV, capable de placer entre 20 et 30 tonnes en orbite basse. Ce lanceur qui utilisera des moteurs à ergols liquides brûlant un mélange d'oxygène liquide et de kérosène ou de méthane liquide et sera réutilisable partiellement (1er étage). Enfin le gouvernement Modi a pour objectif de déposer des astronautes indiens à la surface de la Lune vers 2040

## Industrie spatiale indienne
Le principal industriel impliqué dans l'activité spatiale est la société Hindustan Aeronautics dont l'activité principale porte sur la production d'avions et d'hélicoptères militaires.

### Sources
- F. Verger, R Ghirardi, I Sourbès-Verger, X. Pasco, L'espace nouveau territoire : atlas des satellites et des politiques spatiales, Belin, 2002
- (en) Brian Harvey, Henk H F Smid et Theo Pirard, Emerging space powers : The new space programs of Asia, the Middle East ans South America, Springer Praxis, 2010 (ISBN 978-1-4419-0873-5)
- (de) Bernd Leitenberger, « Indische Trägerraketen » (consulté le 5 avril 2010)
- (en) K. Kasturirangan, India’s Space Enterprise – A Case Study in Strategic Thinking and Planning, 2006 (lire en ligne)
- A.P.J. Abdul Kalam (trad. de l'anglais), Les ailes de feu : autobiographie de A.P.J. Abdul Kalam, S.l./Paris/Pondichéry, Editions Kailash, 2002, 198 p. (ISBN 978-2-84268-176-0, BNF 42049136)Autobiographie du père des missiles balistiques indiens qui a également joué un rôle de premier plan au début du programme spatial indien
- (en) Department of Space, Annual Report 2020 - 2021, 2021 (lire en ligne)Rapport annuel de l'agence spatiale pour la période 2020-2021.

## Voir  aussi